# Цзя Сідао
Цзя Сідао (кит. 賈似道, пін. Jiǎ Shìdào, друге ім'я Шисян кит. (師憲, пін. Shīxiàn); 1213—1275) — канцлер китайської династії пізньої Сун, брат наложниці імператора Лі-цзуна. Відзначився важливою роллю в битві за Саньянь, а також проведенням непопулярної реформи націоналізації землі в 1260-х.

## Сім'я
Цзя Сідао народився в 1213 році. Виріс разом з сестрою, леді Цзя, яка згодом стала наложницею імператора.

## Кар'єра
Цзя Сідао був канцлером з 1260 по 1273 р., під час династії пізньої Сун. Відповідно до історії Сун, він, як повідомляється, піднявся в ранг канцлера, тому що його сестра, леді Цзя, була однією з найкращих наложниць імператора Лі-цзуна.
Цзя прославився в ході битви за Сяньянь, Після падіння міста під натиском монголів, оборона якого тривала 5 років, влітку 1273 головнокомандувачем експедиційними силами в південному Китаї був призначений Баян. У середині березня при Дінцзячжоу, недалеко від Янчжоу, армія Баяна зустрілася з армією Цзя Сідао. Вирішальну роль у битві зіграли монгольські катапульти: в армії Цзя почалося дезертирство, і врешті-решт він був змушений зібрати сили, що залишилися і відступити. Поразка Цзя надало зручний випадок його противникам при імператорському дворі. Його звинуватили в тому, що він намагався утихомирити монголів ще в 1259 році, а коли вирішив вступити в протистояння з «варварами», то призначав на військові посади недосвідчених і нездатних людей. Цзя Сідао мав великий вплив на імператора Ду-цзуна, який користувався надмірною довірою імператора для власного збагачення. Військове майно грабувалося, військо не готувалося до атаки з боку монголів.
Цзя вперше розпочав політику націоналізації землі, яка була дуже непопулярна серед конфуціанців, які виступали за низькі податки та обмеженням державної влади. Земельний огляд, схвалений ще кількома посадовими особами, був проведений приблизно 1262 р. Це було обумовлено необхідністю військових потреб і монополізацією, яку проводили чиновницькі клани. У 1263 році гонгтяни («публічні поля», особливості землеволодіння Північної Сун) були знову введені в дію і продовжили функціонувати протягом наступних 12 років. Реалізація земельної реформи Цзя була в порівняні з Ван Маном (перший й останній китайський імператор династії Сінь, який отримав славу як узурпатор престолу династії Хань), була масштабнішою, оскільки Ван Ман монополізував лише 1/3 надлишкових земельних ділянок, що забезпечило певну мінімальну компенсацію та полегшила збір зерна.Пізніше, у битві при Їху, рішення Цзя Сідао, який деякі вважали некомпетентними призвело до поразки, залишки армії зруйнували монголи і вийшли на столицю, Ліньань. Внаслідок цієї поразки Сідао було знято з посади канцлера.

## Смерть
Після багатьох невдач Сідао потратив в тюрму. Згодом Імператриця Сі випустила укази про вислання та конфіскацію майна, яке належало сім'ї Цзя Сідао. Знятий з посад Цзя Сідао був відправлений у вигнання в Фуцзянь, але по дорозі був убитий начальником конвою.

## У масовій культурі
У серіалі Netflix «Марко Поло» роль Цзя Сідао виконує сінгапурський актор Ин Чинь Хань, його сестри — канадська акторка Олівія Ченг.